# Eisstadion Deggendorf
Das Eisstadion Deggendorf ist eine Eissporthalle in der Stadt Deggendorf und Austragungsort der Heimspiele des Eishockeyvereins Deggendorfer SC aus der Oberliga Süd.

## Geschichte
Die Halle in entstand 1972 und 1973 in zwei Bauabschnitten. Bauabschnitt I beinhaltete die 30 × 60 Meter große Eisfläche, Tribünen und das Betriebsgebäude. Auch das heutige Sportcafé wurde bereits fertiggestellt. Beim zweiten Bauabschnitt im Jahr 1973 wurde das Dach errichtet. Durch die Einrichtung der Sitzplätze sank das Fassungsvermögen von rund 5000 auf gut 4000 Zuschauer.
Das Stadion wurde im Sommer 2008 mit einer neuen Bande ausgestattet. Auch wurde das Dach, das beim Jahrhundertwinter 2005/06 stark in Mitleidenschaft gezogen wurde, gründlich saniert. Anfang Juli 2013 wurde bekannt, dass das Stadiondach wegen eines „massiven Fortschritts der Schimmel- und Fäulnisbildung“ in den Leimbindern der Dachkonstruktion renoviert werden muss. Der Innernzeller Bauunternehmer Günther Karl, Gründer der Unternehmensgruppe Karl, erwarb das Stadion im Erbbaurecht für 30 Jahre und in einer konzertierten Aktion wurde in einer knapp sechswöchigen Umbauphase das marode Dach entfernt und ein neues, modernes Stahldach errichtet. Das Fassungsvermögen verringerte sich dadurch auf 2790 Zuschauer. Am 24. November 2013 konnte der Deggendorfer SC gegen die Blue Devils Weiden das erste Spiel unter dem neuen Hallendach austragen.
Im März 2016 gab die Stadt Deggendorf bekannt, die Eishalle für geschätzt 8,4 Millionen Euro zurückkaufen zu wollen. Durch einen Bundeszuschuss von 2 Millionen Euro würden die tatsächlichen Kosten für die Stadt jedoch nur 6,4 Millionen Euro betragen.
Von Oktober 2016 bis August 2018 erfolgte die weitere Sanierung, die Teilerneuerung des Funktionsgebäudes sowie der Anbau eines neuen Nutzungsbereiches.